# MÁV IIIe
Die Dampflokomotivreihe MÁV IIIe war eine Güterzug-Schlepptenderlokomotivreihe der ungarischen Staatsbahn (MÁV), die auch von der Kaschau-Oderberger Bahn (KsOd) und der Raab-Ödenburg-Ebenfurther Eisenbahn (GySEV) beschafft wurde.
Die IIIe war eine der Baureihen der MÁV, die sehr hohe Stückzahlen erreichte.

## Geschichte

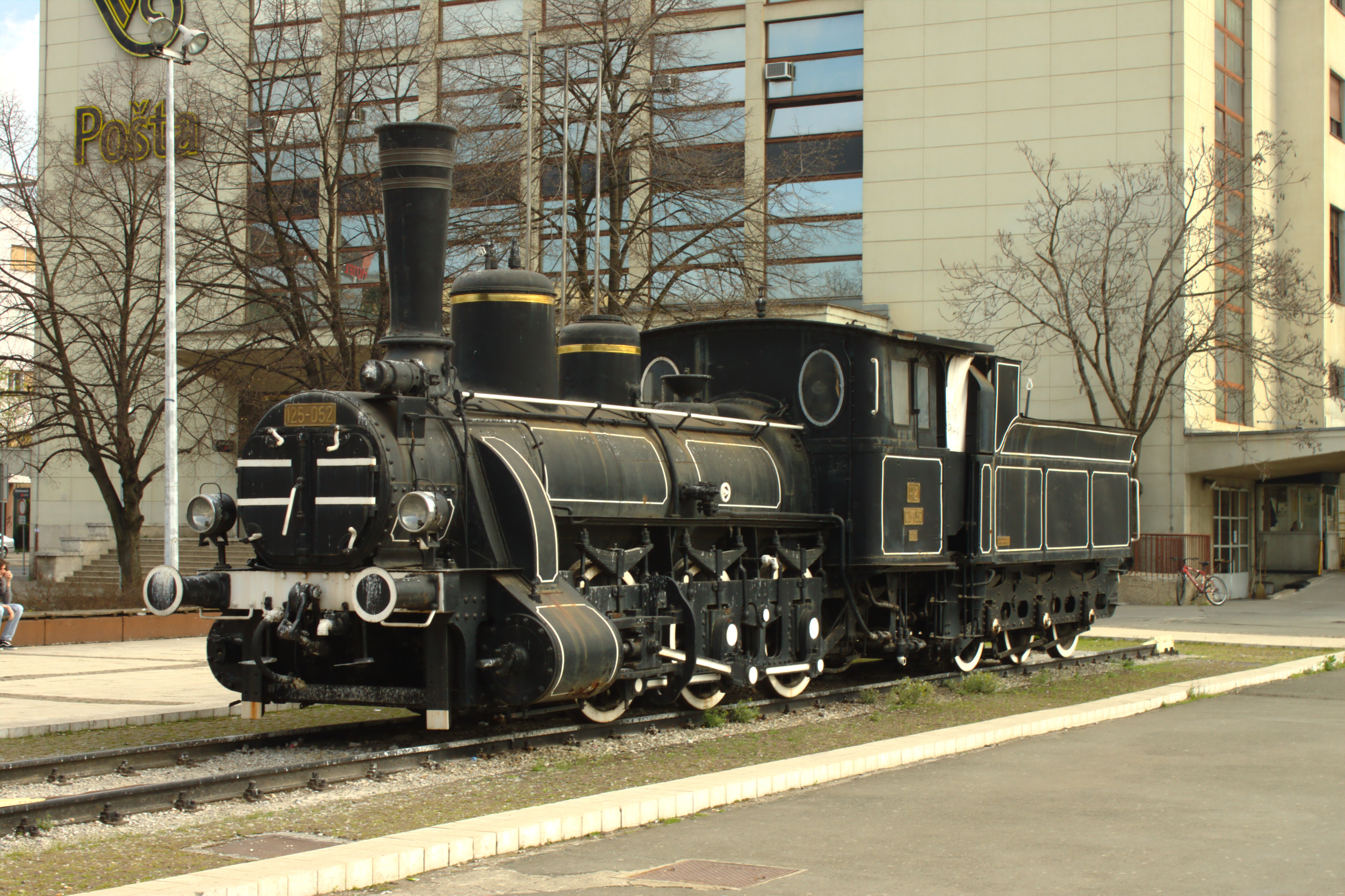
Denkmallokomotive JDŽ 125-052 vor dem Bahnhof in Zagreb (2011)

### MÁV
Von der auf der Baureihe MÁV III basierenden Type wurden insgesamt 497 Maschinen für die MÁV von Wöhlert/Berlin, Budapest, Wr. Neustadt, Krauss/Linz, StEG, Floridsdorf im Zeitraum von 1882 bis 1897 geliefert.
Sie hatten Außenrahmen mit Hall´schen Kurbeln und Innensteuerung. Die Type entsprach – wie die vorhergehende Baureihe III – weitgehend einer an diverse Bahnverwaltungen gelieferten Standardtype von Georg Sigl/Wien, die von verschiedenen Fabriken gebaut und auch bei den k.k. Staatsbahnen als Reihe 47 eingesetzt war.
Bedingt durch den langen Lieferzeitraum erhielten die jüngeren Maschinen mit der Zeit kleine Verbesserungen wie einen geringfügig besseren Kessel und eine vergrößerte Rauchkammer, um den Funkenflug einzudämmen.
Es ergaben sich auch noch einige andere kleine Differenzen bei den Dimensionen, die in der Tabelle wiedergegeben sind.
Als Anpassung an die heimischen Kohlensorten, die hohen Aschegehalt aufwiesen, erlaubten es die Maschinen dem Heizer, über ein Gestänge den Rost von der Schlacke zu befreien und auch den Aschkasten zu leeren.
Von 1912 bis 1925 erhielten einige dieser Triebfahrzeuge Brotankessel.
Die vor 1891 eingereihten Loks erhielten im ersten Bezeichnungsschema der MÁV die Nummern MÁV 401–500, 601–700 sowie 901–959. Im zweiten Schema bekamen diese und die nach 1891 dazugekommenen die Bezeichnung IIIe 2251–2747.
Ab 1911 wurden sie als 326,001–497 eingeordnet.

### Kaschau-Oderberger-Bahn (KsOd)
Die KsOd bestellte ebenfalls 15 Fahrzeuge der Bauart IIIe bei der MÁVAG in Budapest, welche als IIIe 206–220 bezeichnet wurden. Die von 1892 bis 1898 gelieferten Maschinen entsprachen den ersten MÁV-Fahrzeugen mit der etwas schwächeren Kesselbauart.

Bei der Verstaatlichung der KsOd 1924 kamen alle Fahrzeuge zur ČSD, die ihnen die Bezeichnung 313.201–215 gab und sie bis in die 1950er-Jahre im Einsatz hatte.

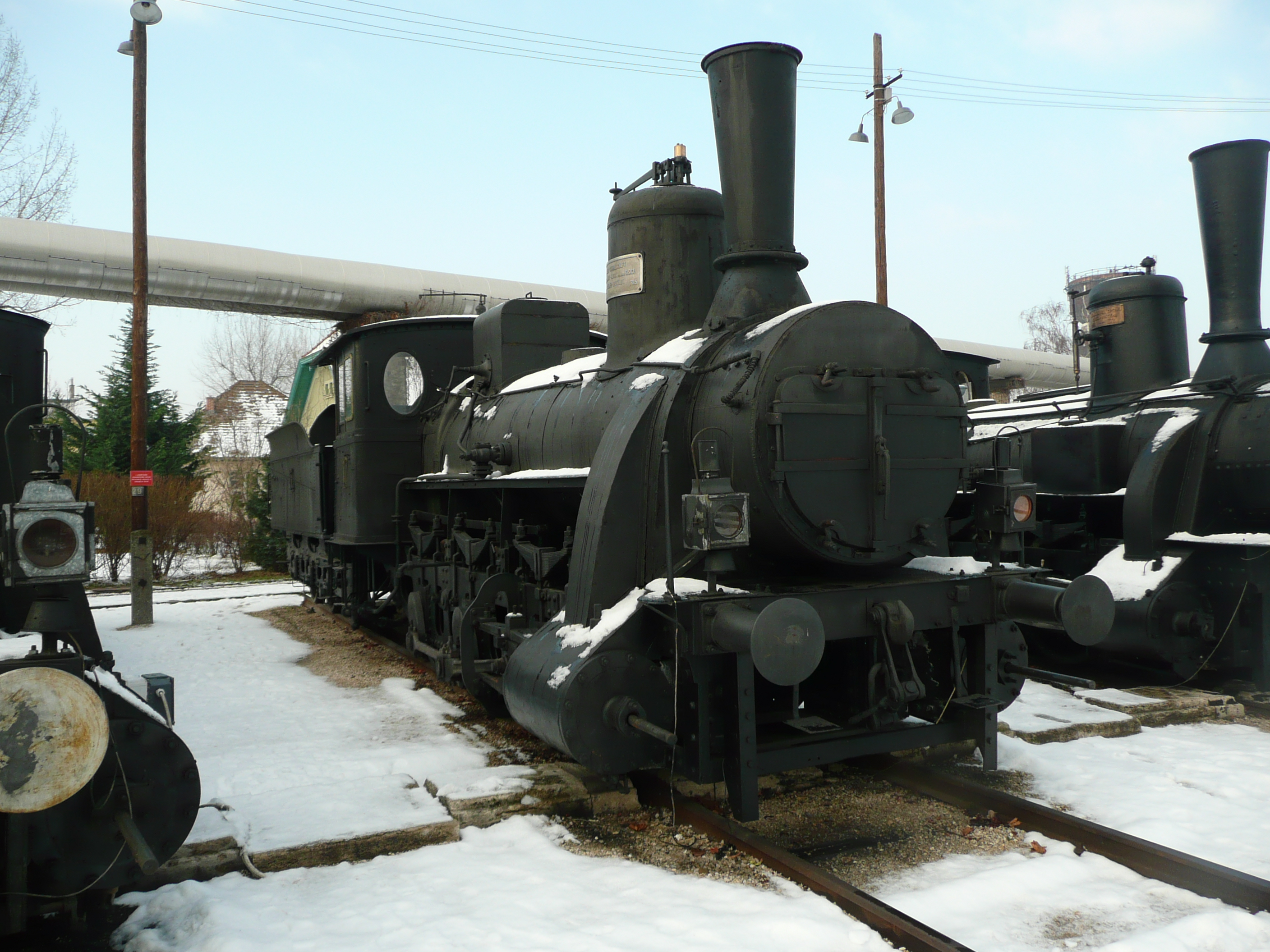
GySEV Nr. 17 im Bahnpark Budapest (2011)

### GySEV
Auch die GySEV besaß mehrere Maschinen der Bauart IIIe. Diese hatten unterschiedlichen Ursprung; fünf Lokomotiven entstammten der Ursprungsausstattung der Bahn und wurden von Georg Sigl in Wien gebaut, spätere Lieferungen stammten von der MAVAG.
Weitere Lokomotiven entstanden aus Umbauten der Reihe 335, es wurden auch mehrere Schlepptenderlokomotiven der Achsfolge 1'B in C-Lokomotiven umgebaut und dem technischen Stand der Reihe IIIe angeglichen.
Die erhaltene Lokomotive GySEV 17 entstammt einer Nachlieferung (WrN 3060/1885) und hat gegenüber der MAV-IIIe eine etwas höhere Geschwindigkeit, größere Treibraddurchmesser und eine größere Länge.